# David Andrews (polityk)
David Andrews (irl. Daithí Mac Aindriú, ur. 15 marca 1935 w Dublinie) – irlandzki polityk i prawnik, działacz Fianna Fáil, parlamentarzysta (członek Dáil Éireann). W rządach Alberta Reynoldsa i Bertiego Aherna pięciokrotnie pełnił funkcje ministerialne: w latach 1992–1993 oraz 1997–2000 minister spraw zagranicznych, w latach 1993–1994 oraz w 1997 minister obrony, w latach 1993–1994 minister komunikacji, energii i bogactw naturalnych.

## Życiorys
Urodził się 15 marca 1935 w Dublinie. Jego rodzice brali aktywny udział w wojnie o niepodległość. Jego ojciec Todd należał również do założycieli Fianna Fáil. W działalność polityczną zaangażował się również jego brat Niall.
David Andrews uczył się w katolickiej szkole Roscrea College, następnie studiował prawo na University College Dublin oraz kształcił się w King’s Inns, uzyskując uprawnienia barristera.
Swoją karierę polityczną związał z Fianna Fáil. W latach 1965–2002 był członkiem izby niższej irlandzkiego parlamentu, najpierw z okręgu Dún Laoghaire and Rathdown, a od 1977 z okręgu Dún Laoghaire. Po raz pierwszy zdobył mandat poselski w wyborach w 1965 i od tego czasu zwyciężał w dziesięciu kolejnych wyborach parlamentarnych aż do 1997 włącznie. Zasiadał w Dáil Éireann XVIII, XIX, XX, XXI, XXII, XXIII, XXIV, XXV, XXVI, XXVII i XXVIII kadencji.
W latach 1970–1973 był parlamentarnym sekretarzem premiera oraz ministra obrony, pełnił wówczas funkcję government chief whip. W późniejszych latach przez dłuższy czas nie obejmował funkcji rządowych, wynikało to m.in. z negatywnych relacji z liderem FF Charlesem Haugheyem. Awans polityczny umożliwiła mu zmiana przywództwa w partii. Po raz pierwszy sprawował urząd ministra spraw zagranicznych Irlandii w rządzie premiera Alberta Reynoldsa od 11 lutego 1992 – zastąpił wówczas Gerry’ego Collinsa – przez niespełna rok do 12 stycznia 1993, gdy na czele MSZ stanął Dick Spring. David Andrews zastąpił z kolei Johna P. Wilsona na stanowisku ministra obrony oraz Michaela Woodsa jako ministra komunikacji, energii i bogactw naturalnych. Pełnił te funkcje do końca urzędowania gabinetu, tj. do 15 grudnia 1994. Jego następcą na obu stanowiskach został Hugh Coveney.
26 czerwca 1997 wszedł w skład nowo tworzonego rządu Bertiego Aherna, ponownie obejmując urząd ministra obrony. W resorcie zastąpił Seána Barretta. 8 października 1997 nastąpiła zmiana na stanowiskach ministerialnych – nowym ministrem obrony został Michael Smith, zaś David Andrews zastąpił Raya Burke’a na stanowisku ministra spraw zagranicznych. Po raz drugi ministrem był przez ponad dwa lata do 27 stycznia 2000. Jego następcą został Brian Cowen.
W 2002 przeszedł na polityczną emeryturę, mandat w tym samym okręgu uzyskał wówczas jego syn Barry. Został prezesem przedsiębiorstwa ubezpieczonego MGM i przewodniczącym Irlandzkiego Czerwonego Krzyża.